# Клифтон Спрингс (Њујорк)
Клифтон Спрингс (енгл. Clifton Springs) град је у америчкој савезној држави Њујорк.

## Демографија
По попису из 2010. године број становника је 2.127, што је 96 (-4,3%) становника мање него 2000. године.
| Група             | 2000.         | 2010.         |
| Белци             | 2.157 (97,0%) | 2.017 (94,8%) |
| Афроамериканци    | 27 (1,2%)     | 20 (0,9%)     |
| Азијати           | 4 (0,2%)      | 21 (1,0%)     |
| Хиспаноамериканци | 18 (0,8%)     | 52 (2,4%)     |
| Укупно            | 2.223         | 2.127         |